# 内奥内利
内奥内利（義大利語：Neoneli），是意大利奥里斯塔诺省的一个市镇。总面积48平方公里，人口729人，人口密度15.2人/平方公里（2009年）。ISTAT代码为095032。